# Cortandone
Cortandone, (Curtandun en piemontès) és un municipi situat al territori de la província d'Asti, a la regió del Piemont (Itàlia).
Limita amb els municipis de Camerano Casasco, Cinaglio, Cortazzone, Maretto i Monale.
Pertanyen al municipi les frazioni de Campia, Valinosio i Bricco Cisero.